# Renieblas
Renieblas ist ein Ort und eine aus drei Weilern (pedanías) Gemeinde (municipio) mit 110 Einwohnern (Stand: 2024) in der zentralspanischen Provinz Soria in der autonomen Region Kastilien-León. Der Ort gehört zur bevölkerungsarmen Serranía Celtibérica.

## Lage und Klima
Der Ort Renieblas liegt im Quellgebiet mehrerer kleinerer Flüsse (ríos) und Bäche (arroyos) in einer Höhe von etwa 1030 m. Die Provinzhauptstadt Soria ist nur gut 15 km (Fahrtstrecke) in südwestlicher Richtung entfernt. Die antike Stadt Numantia liegt ca. 10 km westlich. Das Klima ist aufgrund der Höhenlage als gemäßigt zu bezeichnen; Regen (ca. 570 mm/Jahr) fällt überwiegend im Winterhalbjahr.

## Bevölkerungsentwicklung
| Jahr      | 1857 | 1900 | 1950 | 2000 | 2019 |
| Einwohner | 479  | 496  | 493  | 122  | 104  |

Infolge der Mechanisierung der Landwirtschaft sowie der Aufgabe bäuerlicher Kleinbetriebe und des daraus resultierenden geringeren Arbeitskräftebedarfs ist die Zahl der Einwohner seit der Mitte des 20. Jahrhunderts stark rückläufig.

## Wirtschaft
Der kleine Ort war und ist in hohem Maße von der – in früheren Zeiten hauptsächlich zur Selbstversorgung betriebenen – Landwirtschaft geprägt; angebaut werden vorwiegend Weizen und Gerste. Auch Viehhaltung wird noch in kleinem Umfang betrieben.

## Geschichte
Zur antiken und mittelalterlichen Geschichte der drei Orte ist nichts bekannt. Wahrscheinlich begann ihre Neu- oder Wiederbesiedlung erst nach der christlichen Rückeroberung (reconquista) der Gebiete im 11. und 12. Jahrhundert.

## Sehenswürdigkeiten
Renieblas

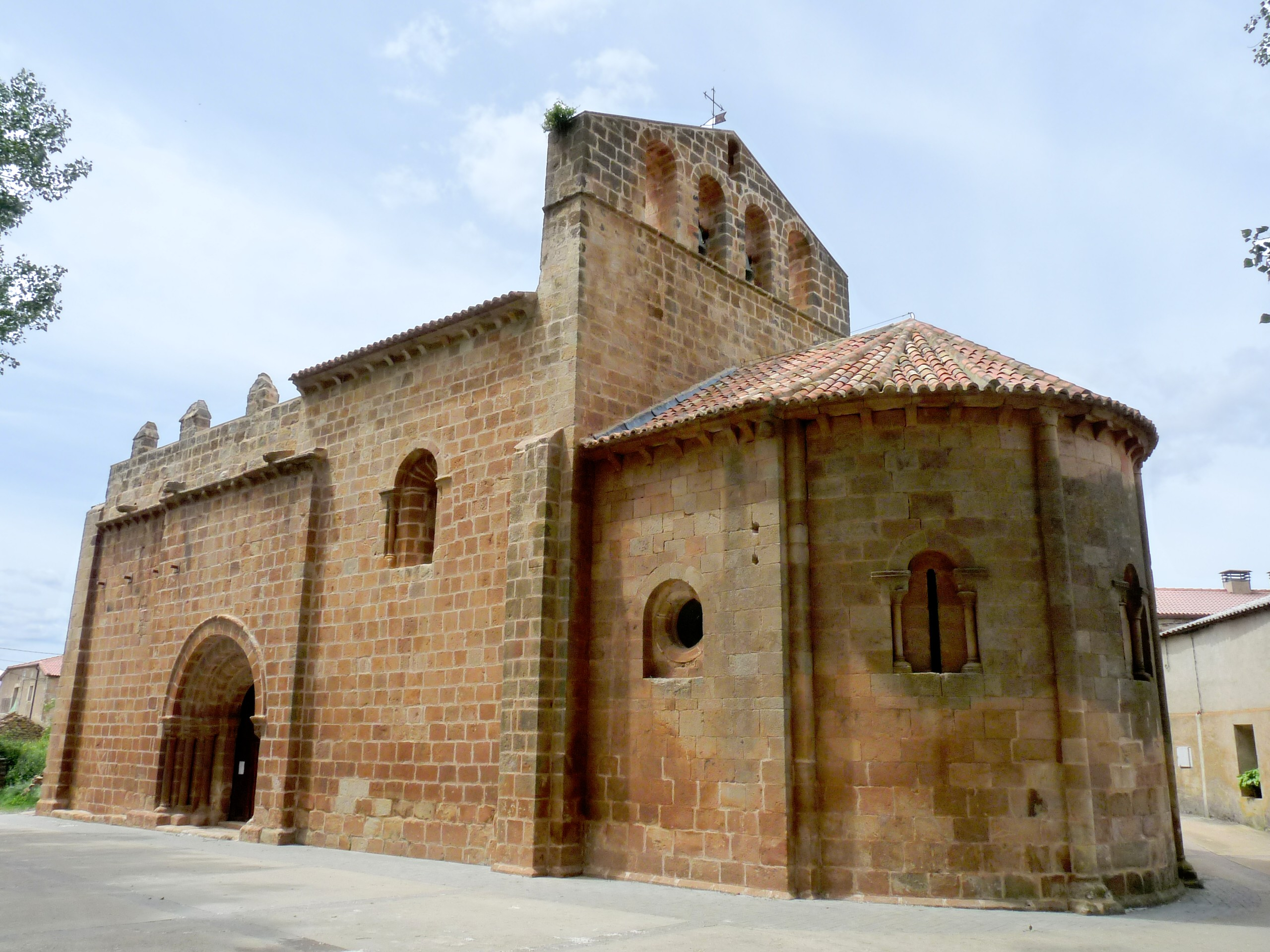
Fuensauco – Kirche Nuestra Señora de los Ángeles

- Die Kirche Nuestra Señora de la Cruz entstand im ausgehenden 15. Jahrhundert an der Stelle eines romanischen Vorgängerbaus, von dem noch der Glockenturm (campanario) stammt; sie ist deutlich höher als der Vorgängerbau und wird im Äußeren durch Strebepfeiler stabilisiert.

Fuensauco
- Die spätromanische Kirche Nuestra Señora de los Ángeles besitzt noch ihr weitgehend ursprüngliches Aussehen mit einem viergeteilten Glockengiebel (espadaña) über dem Triumphbogen im Innern.
- Eine Brunnenanlage mit angeschlossener Viehtränke (abrevadero) befindet sich am Ortsrand.

Ventosillo
- Die Kirche San Agustín ist eine weitgehend schmucklose romanische Dorfkirche mit einem zweigeteilten Glockengiebel. Einige Steine (vielleicht aus Numantia) wurden beim Bau wiederverwendet.